# Данієль Корм'є
Данієль Корм'є (англ. Daniel Cormier; 20 березня 1979, Лафаєтт, Луїзіана, США) — американський спортсмен, який виступає у змішаних єдиноборствах, екс-член збірної США з вільної боротьби. Учасник Олімпійських ігор 2004 і 2012 року, бронзовий призер чемпіонату світу, чемпіон Панамериканського чемпіонату, чемпіон Панамериканських ігор. На сьогоднішній день займає 4 місце в рейтингу важкоатлетів за версією Sherdog і 4 місце за версією FIGHT! Magazine. Отримав прізвисько «Чорний Федір» на честь російського бійця Федора Володимировича Ємельяненко, через схожу поведінку, статуру і манеру бою.					

## Біографія
Данієль Кормье народився 20 березня 1979 року в місті Лафаєтт, штат Луїзіана, США. Батьки Данієля Йосип і Одрі Корм'є, також у нього є старший брат Йосип і сестра Феліція.					
Навчаючись у середній школі, Данієль серйозно захопився боротьбою. Він став триразовим чемпіоном школи штату Луїзіани. У старших класах середньої школи Нортсайд Данієль збільшував число своїх перемог. За весь час виступів він програв лише двічі. Після закінчення школи Кормье вступив у «Colby Community College», де він двічі вигравав національний чемпіонат.					
Після коледжу Данієль продовжив любительську кар'єру борця. Він входив до складу збірної США на чемпіонаті світу і на Олімпійських іграх. Також Данієль Кормье представляв команду «Oklahoma Slam» у лізі «Real Pro Wrestling» де він став першим і єдиним чемпіоном у ваговій категорії 211 фунтів.					

## Змішані бойові мистецтва

### Strikeforce
Після боротьби Данієль Корм'є вирішив спробувати себе у змішаних бойових мистецтвах. Тренується Данієль в Американській Академії кікбоксингу з одними з найкращих бійців MMA, такими як Кейн Веласкес і Джон Фітч. Підписавши контракт зі Strikeforce, Кормье дебютує на шоу Strikeforce Challengers: Kennedy vs. Cummings. У своєму дебютному бою він переміг Гарі Фрейзера технічним нокаутом. У другому поєдинку Данієль відправив у нокаут Джона Дівайна. 31 липня 2010 Кормье став володарем чемпіонського титулу XMMA в суперважкій вазі, перемігши Лукаса Брауна на турнірі «Xtreme MMA 2». Всього лише два тижні по тому він виграв свій другий чемпіонат MMA, перемігши Тоні Джонсона на KOTC: Imminent Danger. У листопаді 2010 року Данієль захистив титул XMMA в бою з СОА Palelei. Наступний бій Данієль Корм'є провів на турнірі Strikeforce Challengers: Woodley vs. Saffiedine, де він переміг Девина Коула одноголосним рішенням суддів.					

### Strikeforce Heavyweight Grand Prix
На Strikeforce: Overeem vs. Werdum Корм'є був сильнішим ветерана MMA Джеффа Монсона. 10 сентебря 2011 Корм'є послав у нокаут бразильця Антоніо Сільву на турнірі Strikeforce World Grand Prix: Barnett vs. Kharitonov. Ця перемога вивела американця у фінал турніру, де він 20 Травня 2012 зустрівся Джошем Барнеттом. У напруженому бою, що тривав п'ять раундів, Кормье здобув перемогу одноголосним рішенням суддів і став чемпіоном Grand Prix Strikeforce у важкій вазі.					

### Перехід в UFC
Після свого останнього бою з Дионом Старінгом, і закриття Strikeforce, Корм'є підписав контракт з UFC. Дебют Корм'є в UFC відбулася 20 квітня 2013 року на івент UFC on Fox: Henderson vs. Melendez проти Френка Мира. Данієль домінував над Френком Миром протягом усіх трьох раундів і виграв одноголосним рішенням суддів.					

## Титули та досягнення
Strikeforce
- Чемпіон Grand Prix в важкій вазі
- 2-й чемпіон Strikeforce в важкій вазі

King of the Cage
- 6-й чемпіон KOTC в важкій вазі

Xtreme MMA
- 1-й чемпіон XMMA в важкій вазі

## Статистика боїв у ММА
| Результат | Рекорд | Суперник     | Спосіб | Турнір                                | Дата          | Раунд | Час  | Примітки |
| Перемога  | 11-0   | Діон Старінг | TKO    | Strikeforce: Marquardt vs. Saffiedine | 12 січня 2013 | 2     | 4:02 |          |
| --------- | ------ | ------------ | ------ | ------------------------------------- | ------------- | ----- | ---- | -------- |

## Вільна боротьба

### Виступи на Олімпіадах
| Змагання                    | Збірна | Вагова категорія | Місце |
| --------------------------- | ------ | ---------------- | ----- |
| Літні Олімпійські ігри 2004 | США    | 96 кг            | 4     |
| Літні Олімпійські ігри 2008 | США    | 96 кг            | 19    |

### Виступи на Чемпіонатах світу
| Змагання                        | Збірна | Вагова категорія | Місце  |
| ------------------------------- | ------ | ---------------- | ------ |
| Чемпіонат світу з боротьби 2003 | США    | 96кг             | 5      |
| Чемпіонат світу з боротьби 2005 | США    | 96 кг            | 11     |
| Чемпіонат світу з боротьби 2006 | США    | 96 кг            | 21     |
| Чемпіонат світу з боротьби 2007 | США    | 96 кг            | Бронза |

### Виступи на Панамериканських чемпіонатах
| Змагання                                   | Збірна | Вагова категорія | Місце  |
| ------------------------------------------ | ------ | ---------------- | ------ |
| Панамериканський чемпіонат з боротьби 2002 | США    | 96 кг            | Золото |

### Виступи на Панамериканських іграх
| Змагання                  | Збірна | Вагова категорія | Місце  |
| ------------------------- | ------ | ---------------- | ------ |
| Панамериканські ігри 2003 | США    | 96 кг            | Золото |
| Панамериканські ігри 2007 | США    | 96 кг            | Бронза |

### Виступи на Кубках світу
| Змагання                    | Збірна | Вагова категорія | Місце  |
| --------------------------- | ------ | ---------------- | ------ |
| Кубок світу з боротьби 2005 | США    | 96 кг            | Срібло |

### Виступи на інших змаганнях
| Змагання                               | Збірна | Вагова категорія | Місце  |
| -------------------------------------- | ------ | ---------------- | ------ |
| Абсолютний чемпіонат FILA 2003         | США    | 96 кг            | Бронза |
| Міжнародний меморіал Дейва Шульца 2001 | США    | 97 кг            | Золото |
| Міжнародний меморіал Дейва Шульца 2002 | США    | 96 кг            | Бронза |
| Міжнародний меморіал Дейва Шульца 2007 | США    | 120 кг           | Золото |